# Haus Fiebich (Vellberg)

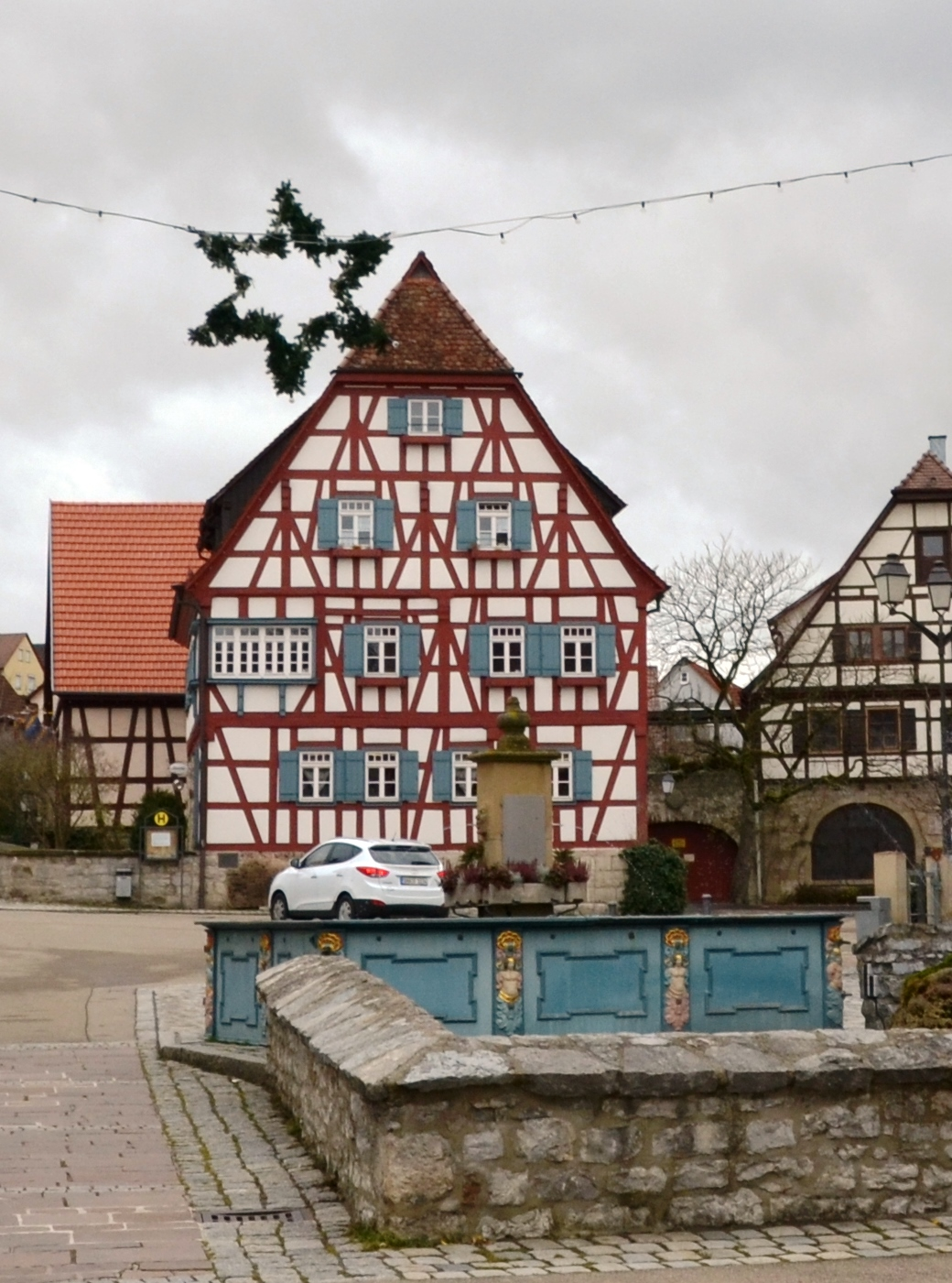
Haus Fiebich

Das Haus Fiebich ist ein denkmalgeschütztes Fachwerkhaus im baden-württembergischen Vellberg. Das um 1634 erbaute Gebäude ist zweigeschossig und mit einem Schopfwalmdach, einem Eulenloch und einem profilierten Traufgesims ausgestattet. Über dem Eingang findet sich die Bezeichnung IKL.  Während des 19. Jahrhunderts bis Mitte des 20. Jahrhunderts diente es dem Bauernhof Blind als Wohnhaus.  Der letzte private Eigentümer trug den Namen Fiebich; nach ihm ist das Haus heute noch benannt. Das Gebäude gehört heute der Stadt und wurde 1987 restauriert. Seitdem wird es sowohl gewerblich als auch zu Wohnzwecken genutzt.